# Hannequin von Brüssel

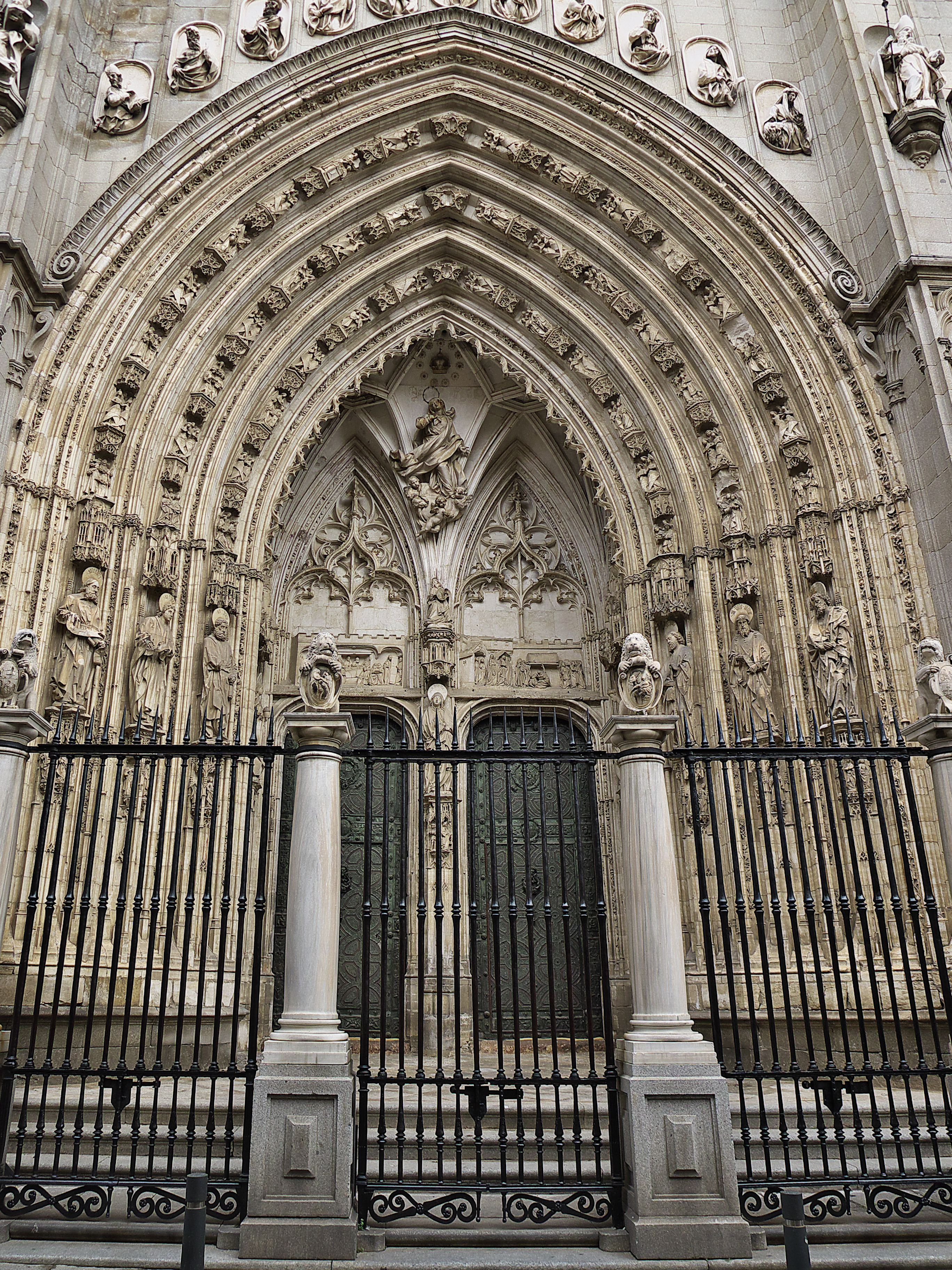
Kathedrale von Toledo, Puerta de los Leones

Hannequin von Brüssel (spanisch Hanequin de Bruselas; * um 1420; † 1494 in Toledo) war ein Architekt und Bildhauer der hispano-flämischen Schule des 15. Jahrhunderts.

## Leben und Werk
Daten und Fakten zum Leben Hannequins von Brüssel sind spärlich. Er kam im Jahr 1440 (zusammen mit seinen Brüdern oder Vettern(?) Egas Cueman und Antonio Martínez de Bruselas) nach Toledo, wo er in den Jahren 1448–1470 als Baumeister (spanisch maestro mayor de obras) der Kathedrale nachgewiesen ist. Als sein dortiges Hauptwerk gilt die Puerta de los Leones, doch leitete er auch die Arbeiten an der Vollendung des spätgotischen Nordturms. Auch die Arbeiten am Figurenschmuck der Capilla de Santiago, der Grabkapelle Álvaro de Lunas, werden ihm zugeschrieben.
Für das Jahr 1454 sind gemeinsame Arbeiten mit Egas Cueman am Chorgestühl (sillería) der Kathedrale von Cuenca belegt. Zwei Jahre später soll er in Belmonte Planung und Ausführung des Castillo de Belmonte und der Kollegiatkirche San Bartolomé geleitet haben.
Im Jahr 1465 erscheint er zusammen mit seinem Sohn Hannequin beim Ausbau des Beltrán de la Cueva, dem 1. Herzog von Alburquerque, gehörenden Castillo de Cuellar.